# Directorio Principal del Alto Estado Mayor de las Fuerzas Armadas de la Federación de Rusia
El Directorio Principal de Inteligencia del Alto Estado Mayor de las Fuerzas Armadas de la Federación de Rusia es el servicio de inteligencia militar de las Fuerzas Armadas de la Federación Rusa. Es más conocido por el acrónimo GRU, desde el año 1918, cuando el Comisario (Ministro) de la Defensa León Trotski designó al Subcomisario Nikolai Krylenko como el primer jefe del GRU. La denominación GRU fue usada de forma oficial hasta el año 2010.

## Denominación
El Directorio Principal del Alto Estado Mayor de las Fuerzas Armadas de la Federación Rusa (en ruso: Главное управление Генерального штаба Вооружённых сил Российской Федерфции) es la denominación actual (desde el año 2010), del antiguo Directorio Principal de Inteligencia del Alto Estado Mayor de las Fuerzas Armadas de la Federación Rusa (en ruso: Главное разведывательное управление Генерального штаба Вооружённых сил Российской Федерации). Es el sucesor directo del Directorio Principal de Inteligencia de la URSS (en ruso: Главное разведывательное управление, abreviadamente ГРУ). De las siglas de este servicio de inteligencia militar de la URSS, ГРУ, es de donde deriva la denominación corriente del servicio de inteligencia militar ruso, es decir, el GRU.
Utilizaremos el término GRU en el resto del artículo para referirnos al Directorio Principal del Alto Estado Mayor de las Fuerzas Armadas de la Federación Rusa. Tal es el término utilizado habitualmente, fuera de las comunicaciones oficiales, tanto en Occidente como en Rusia.

## Funciones del GRU
El Directorio Principal del Alto Estado Mayor de las Fuerzas Armadas de la Federación Rusa es el servicio de inteligencia exterior del Ministerio de Defensa de la Federación Rusa, es decir, el servicio de inteligencia militar (de las Fuerzas Armadas de la Federación Rusa).
La actividad de inteligencia del Directorio Principal está fundamentada y regulada legalmente por la Constitución de la Federación Rusa, por las leyes federales “De la  inteligencia exterior”, “De la defensa” y “De la seguridad”, así como por diversas regulaciones de rango federal referidas a la inteligencia exterior de la Federación Rusa.
Los objetivos de la actividad de inteligencia del Directorio Principal son:
- la provisión de inteligencia militar, necesaria para la toma de decisiones en las esferas política, económica, de defensa, tecnológico-científica y ecológicas, a las siguientes entidades: presidente de la Federación Rusa, Asamblea Federal de la Federación Rusa, gobierno de la Federación Rusa, ministro de defensa de la Federación Rusa, jefe del Alto Estado Mayor de las Fuerzas Armadas de la Federación Rusa;
- la creación de condiciones que permitan la realización efectiva de las políticas de la Federación Rusa en las áreas de la defensa y de la seguridad;
- la contribución al desarrollo económico, al progreso tecnológico-científico del país y al mantenimiento de la seguridad de la Federación Rusa.

En otras palabras, el GRU se ocupa del espionaje militar, político, económico e industrial, a fin de proporcionar la información pertinente a los órganos rectores de la Federación Rusa, y de apoyar el desarrollo económico y científico del país.

## Estructura del GRU

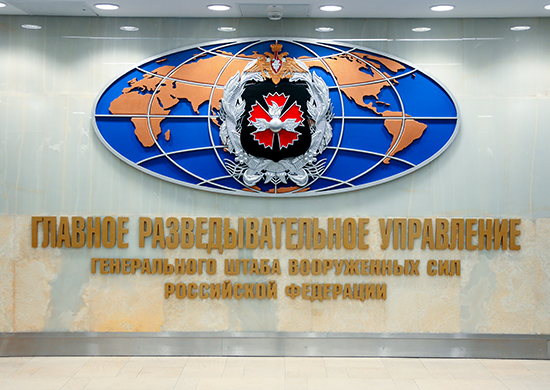
Emblema del GRU en el complejo de Grisodúbova

El jefe del GRU está subordinado tanto al jefe del Alto Estado Mayor de las Fuerzas Armadas de la Federación Rusa como al Ministerio de Defensa de la Federación Rusa.
La estructura, efectivos y financiación del GRU están consideradas secreto de estado.
De acuerdo con diversas fuentes  el GRU estaría estructurado en 13 "directorios" principales, más 8 directorios, secciones y servicios auxiliares:
Directorios principales:
• Primer Directorio: tiene como objetivo a los países de la Unión Europea, excepto el Reino Unido.
• Segundo Directorio: países de América (incluyendo Estados Unidos y Canadá), y, aparte, el Reino Unido, Australia y Nueva Zelanda.
• Tercer Directorio: países de Asia.
• Cuarto Directorio: países de África y del Oriente Medio.
• Quinto Directorio: se encarga de la inteligencia militar a nivel operativo, ya sea en los frentes de guerra, ya en la marina y en los distritos militares. Los jefes de inteligencia de cada distrito militar están directamente subordinados a este Quinto Directorio, al igual que los de la marina.
• Sexto Directorio: dirige las Radiodivisiones de Propósito Especial (ОсНас,  Отряды особого назначения) y, en general, toda la inteligencia de señales.
• Séptimo Directorio: se ocupa de la OTAN.
• Octavo Directorio: es un directorio de “propósito especial”. Realiza estudios específicos sobre países particulares.
• Noveno Directorio: se ocupa de la recopilación de la tecnología militar de otros países, en coordinación con las necesidades de la industria rusa de armamento. En resumen, se encarga del espionaje industrial en el ramo de las empresas de armamentos, tanto para copiar y mejorar el armamento “enemigo” como para desarrollar las contramedidas defensivas contra el mismo.
• Décimo Directorio: se ocupa de las cuestiones económicas y financieras de la producción de armamento, tanto de la información sobre la producción y venta de armamento por otros países como de la seguridad de la propia producción rusa.
• Undécimo Directorio: se encarga de la doctrinas estratégicas militares (armamento nuclear). Recopilación de información sobre los competidores, en especial en relación con los niveles de alerta militar (incluyendo la alerta nuclear) así como de lo relacionado con los tratados de limitación y control del armamento estratégico.
• Directorio Decimosegundo: se encarga de las armas nucleares.
• Directorio Decimosegundo bis: controla la “Guerra de la Información”.
Directorios y secciones auxiliares:
• Directorio de Inteligencia Militar Cósmica: se ocupa del control de los satélites espaciales del enemigo y del espionaje con los satélites propios.
• Directorio de Personal: se encarga del reclutamiento, entrenamiento y formación continua del personal del GRU.
• Directorio Técnico-operativo: se encarga del desarrollo de sistemas técnicos de obtención de información militar, en contacto directo con institutos científico-técnicos y empresas relacionadas.
• Directorio de Relaciones Exteriores.
• Directorio Técnico-administrativo: financiación de las operaciones en el extranjero, obtención de moneda del país objetivo, etc.
• Directorio de Finanzas: gestión financiera interna, excluyendo las operaciones en el extranjero.
• Sección del Archivo: registra la información sobre el personal del GRU, los agentes reclutados y los objetivos extranjeros.
• Servicio de Información.

## Preparación de los cuadros
Los oficiales de las unidades de Spetsnaz del GRU se preparan en la Escuela Superior del Mando Aéreo-paracaidista de Riazán en la especialidad de “Uso de las unidades de reconocimiento especial”.
Los oficiales destinados al Directorio Sexto (Inteligencia de Señales) se preparan en la Escuela Superior de Ingenieros Militares de Radioelectrónica de Cherepovéts.
Los oficiales de la mayoría de los directorios, incluyendo los destinados a actuar como agentes en el extranjero, se preparan, como norma general, en la Academia Militar del Ministerio de Defensa de la Federación Rusa. Los estudios se realizan principalmente en las siguientes facultades:
• Facultad de inteligencia operativa estratégica.
• Facultad de inteligencia operativa.
• Facultad de inteligencia táctica-operativa.
El candidato ha de dominar uno o varios idiomas extranjeros para poder entrar en la academia. En la misma estudian al nivel de postgrado.
Los cuadros del GRU también se prepararán en instituciones científicas relacionadas con los servicios secretos. Entre estas están las siguientes:
• El Instituto Central de Investigación Científica n.º 46 del Ministerio de Defensa de la Federación Rusa (Unidad 54726). Centro dedicado, básicamente, al estudio del armamento ajeno y desarrollo del propio.
• El Instituto Central de Investigación n.º 18 (Unidad 11135), con dirección en la  Avenida de la Libertad de Moscú, especializado en satélites militares.
• Los Institutos Centrales de Investigación números 6 y 8.
- El Centro de Estudios Especiales del Ministerio de Defensa de la Federación Rusa. Especializado en la búsqueda de debilidades (exploits) en los sistemas informáticos.
• La Unidad 26165 (sita en Moscú,  en el Cuartel de Jamóvnichevskii), a la que los servicios secretos occidentales adscriben el Instituto Central de Investigación n.º 85 del GRU. La unidad sería un nido de hackers y de especialistas en criptografía.
• La Unidad 74455 sita en Moscú, dedicada a actividades de desinformación y propaganda.
En total, habría 6 institutos centrales subordinados al GRU.
Otro centro científico relacionado con el GRU sería la Academia Militar del Espacio Mozháiskii  (Военно-космическая академия имени А. Ф. Можайского)
Los candidatos han de dominar al menos un idioma extranjero. Igualmente, han de estar en perfecto estado de salud. Deberán poseer, especialmente, una buena resistencia física. Se les entrenará intensamente en la lucha cuerpo a cuerpo. Psicólogos profesionales comprobarán su capacidad para soportar el estrés, ya que el futuro agente deberá ser capaz de mantener la cabeza fría en cualquier situación. A su vez, tendrán que someterse a un “detector de mentiras” a la vez que sus parientes directos y no tan directos serán verificados por los órganos de seguridad de la Federación Rusa.

## Antecedentes históricos
Se puede considerar a los Cosacos Ucranianos de la Guardia como los antecesores de las unidades especiales actuales. En 1571, el zar Iván IV (Iván El Terrible) sancionó las ordenanzas sobre el servicio de las armas en las zonas fronterizas. En dichas ordenanzas se encarga a los cosacos de la frontera la realización de misiones de exploración y reconocimiento, así como de sabotaje y subversión: localizar partidas hostiles (tártaros de Crimea, tártaros nogayos, bandidos...) y comunicar la presencia de dichas partidas a la fortaleza imperial más cercana, capturar enemigos para su interrogatorio, seguir ocultamente a los grupos enemigos, eliminar a las patrullas enemigas y a los jefes de los grupos hostiles. Estos cosacos de la guardia de la frontera poseían, como regla general, una salud excelente y gran fuerza física, tenían la mente despierta y una capacidad de reacción rápida, así como eran capaces de camuflarse en cualquier territorio. Dominaban a la perfección las técnicas de la lucha cuerpo a cuerpo, así como las armas blancas y las de fuego. Evidentemente, estaban obligados por las ordenanzas mantenerse en buena forma física. Las unidades de los cosacos de la guardia de la frontera tenían a sus propios jefes o atamanes. A cambio de sus servicios, los cosacos de la guardia de la frontera recibían una soldada bastante superior a los de los simples cosacos de la guardia (estos últimos serían algo así como policías municipales o guardias civiles). No era raro que los cosacos de la guardia de la frontera obtuviesen el rango de oficial menor junto con posesiones territoriales en la "marca" ucraniana. El estado pagaba por los gastos incurridos en el servicio, en relación con la pérdida o deterioro de las armas, pertrechos y ropas, y también por la muerte de los caballos. El proceso de selección, pues, de los cosacos de la guardia de la frontera era minucioso. Se escogía, por lo general, a los hijos de los servidores de la milicia, a los cosacos de la Zaporozhia y del Don, y a los polacos convertidos a la fe ortodoxa. No se admitía a siervos ni lacayos.
Las primeras unidades de operaciones especiales del ejército ruso fueron creadas el 31 de mayo de 1916, en Babínichi del Vítebck, con la formación de la Brigada Marina de Operaciones Especiales (en ruso, Омбон, Отдельная морская бригада особого назначения), compuesta por un regimiento de artillería, uno de zapadores y una flotilla fluvial (pensemos en la amplitud de los ríos rusos) así como por unidades técnicas auxiliares y su plana mayor. La oficialidad se completó con oficiales provenientes del arma naval, y la brigada luchó en el frente occidental hasta comienzos de 1918, año en que fue disuelta.
En noviembre de 1918 se creaba en Petrogrado (San Petersburgo) el primer servicio de inteligencia militar centralizado del Ejército Rojo, el "Directorio de Registro para la Coordinación de los Esfuerzos de todos los Órganos de Inteligencia Militar del Ejército Rojo" (Регистрационное управление для координации усилий всех разведывательных органов Красной армии) y León Trotski, Comisario (Ministro) de Defensa designó al Subcomisario Nicolai Krylenko como el primer jefe del organismo de espionaje militar. Aunque se considera, que la mayor expansión de las redes de espionaje de la GRU en el extranjero se logró bajo el mandato del Comisario Ian Berzín, un bolchevique de origen letón, quien personalmente reclutó al famoso espía Richard Sorge. Es así, que a partir del año 2006, cada 5 de noviembre se celebra en la Federación Rusa la fiesta del servicio de inteligencia militar ( День военного разведчика).
Se puede considerar a Mijaíl Stepánovich Svéchnikov como el teórico ruso más importante en el desarrollo de los conceptos del empleo de las fuerzas especiales. Desde su posición como académico militar pudo traspasar buena parte de sus teorías a sus alumnos. Fue uno de sus condiscípulos, Iliá Grigórievich Stárinov, el primero en poner en práctica sus ideas como asesor del Decimocuarto Cuerpo de Partisanos de la República, en la guerra civil española.
En el Ejército Rojo de Trabajadores y Campesinos de la Unión Soviética se consideraba tanto a las unidades del OGPU como a las del NKVD como fuerzas especiales.
El 24 de octubre de 1950 el ministro de la guerra de la URSS, Aleksandr Mijáilovich Vasilevski,  firmaba la directiva por la que se creaba la que sería la estructura moderna de las fuerzas especiales. Se organizaban las unidades de operaciones especiales para actuar tras las líneas enemigas. A cada región militar, grupo de ejércitos y flota se le asignaban 46 compañías de operaciones especiales, cada una de 120 soldados. Posteriormente, se crearon las agrupaciones de operaciones especiales, una brigada por cada región militar y flota, y, aparte, una brigada general. En el supuesto de que la OTAN atacase a la URSS, los primeros en actuar contra el enemigo occidental serían las nuevas unidades y brigadas de operaciones especiales. Las unidades de inteligencia militar tenían que hallarse a disposición inmediata de los puestos de mando y junto a determinados elementos estratégicos. Las tareas que se les encomendaba eran las siguientes: exploración y reconocimiento del enemigo, y, en caso de necesidad, la destrucción de los puntos de mando del enemigo, de las instalaciones de misiles y de bombarderos estratégicos, de las de submarinos cargados con cabezas atómicas, de los centros de comunicación militar y, finalmente, de las centrales energéticas y los nudos de comunicación y transporte. Debían provocar el pánico y crear el caos en los centros gubernamentales y militares del país agresor enemigo.

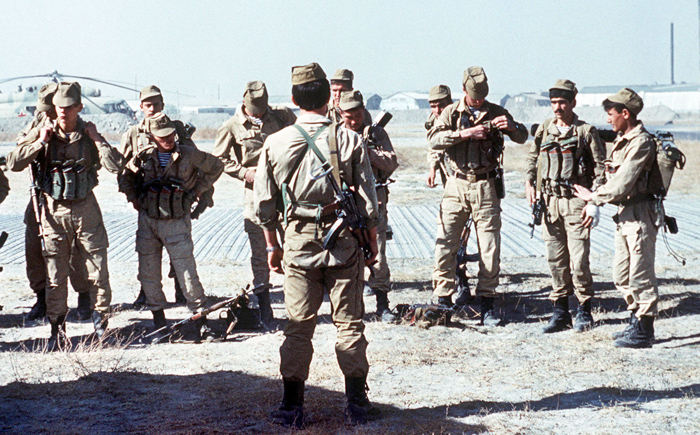
Spetsnaz en Afganistán, 1988

Las fuerzas especiales tuvieron un papel importante en la guerra de Afganistán, en la guerra civil de Tayikistán  y en los conflictos en Chechenia.
Tras la disolución de la URSS, los países pertenecientes a la Comunidad de Estados Independientes se quedaron con las unidades de operaciones especiales que estaban acantonadas en sus respectivos territorios, es decir, estas pasaron a formar parte de los ejércitos de cada país correspondiente.
En la Transcaucasia, al tiempo que la guerra del Alto Karabaj, la guerra de Abjasia y el conflicto georgiano-osetio, Rusia decidió trasladar dos brigadas  a su propio territorio, a la vez que disolvía la compañía de operaciones especiales acantonada en Ereván..
En los Países Bálticos, las unidades y agrupaciones se disolvieron, al negarse dichos países a formar parte de la CEI.

## Las Fuerzas Especiales
Las fuerzas especiales de la Federación Rusa son denominadas con el nombre genérico de Spetsnaz (del ruso спецназ, abreviatura de войска специа́льного назначе́ния, tropas de propósito especial). Algunas unidades de spetsnaz están bajo control directo del GRU.
Fuerzas terrestres:
• 2.ª Brigada de Spetsnaz, con sede en Pskov. Distrito militar Oeste.
• 3.ª Brigada de Spetsnaz de la Guardia, con sede en Togliatti. Distrito militar Central.
• 10.ª Brigada de Spetsnaz, con sede en el jútor de Molkino, en el krái de Krasnodar. Distrito militar Sur.
• 14.ª Brigada de Spetsnaz, con sede en Ussúriisk, en el krái de Primorskii. Distrito militar Este.
• 16.ª Brigada de Spetsnaz de la Guardia, con sede en Tambóv. Distrito militar Oeste.
• 22.ª Brigada de Spetsnaz de la Guardia, con sede en la población de Stepnói, en el óblast de Rostóv (Rostóv del Don). Distrito militar Sur.
• 24.ª Brigada de Spetsnaz, con sede en Novosibírsk. Distrito militar Central.
• 346.ª Brigada de Spetsnaz, con sede en Projládnii, en la república de Kabardia-Balkaria. Distrito militar Sur.

• 25.º Regimiento de Spetsnaz, con sede en Stávropol. Se formó para proteger los juegos olímpicos de Sochi.

El "murciélago" de los Spetsnaz
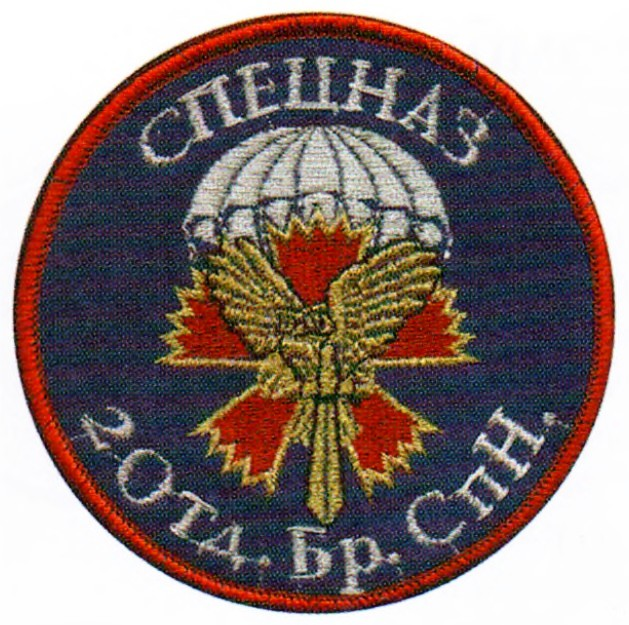
2ª Brigada Spetsnaz
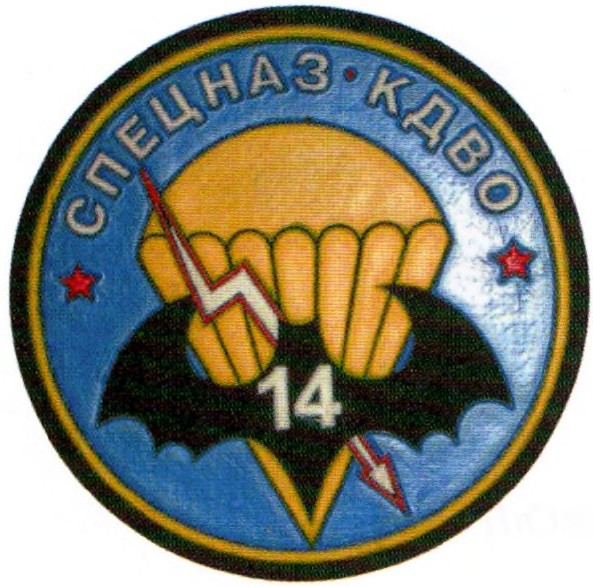
14ª Brigada de Spetsnaz
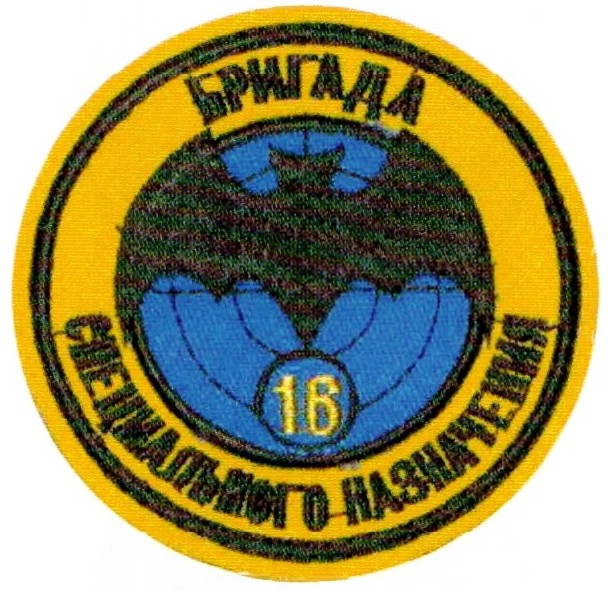
16ª Brigada Spetsnaz
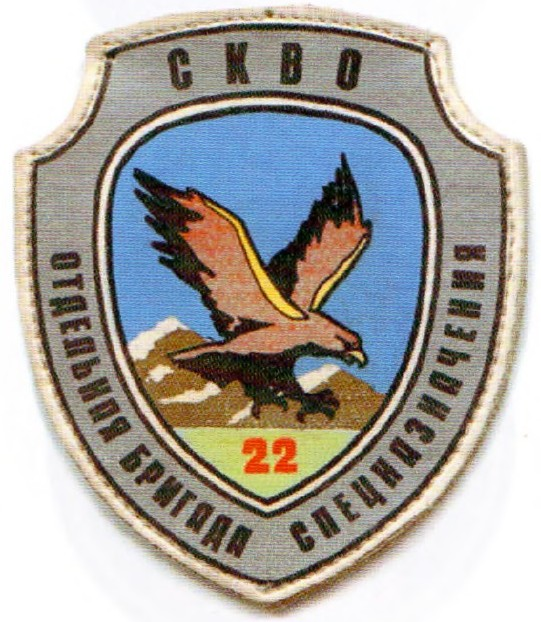
22ª Brigada Spetsnaz
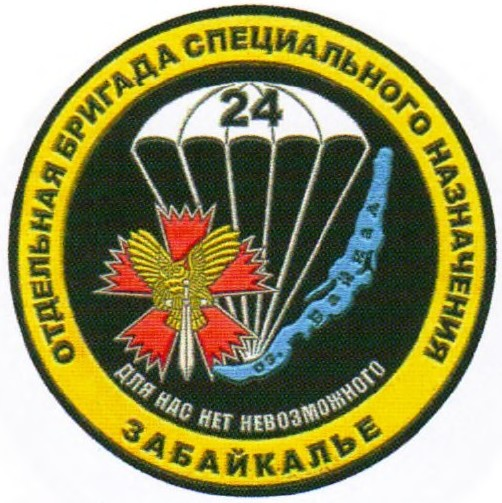
24ª Brigada Spetsnaz

Tropas aerotransportadas:
• 45.ª Brigada de Spetsnaz de la Guardia, con sede en Kúbinka, en el óblast de Moscú. Distrito militar Oeste.
Armada:
En la marina de guerra rusa existen cuatro unidades de submarinistas de operaciones especiales subordinadas al GRU, cada una de ellas adscrita a una flota. Cada unidad constaría de aproximadamente 200 efectivos.
• 42.º Centro de Exploración y Reconocimiento Naval, de Spetsnaz. Con sede en la isla Russkii, cerca de Vladivostók. Flota del Océano Pacífico.
• 420.º Punto de Exploración y Reconocimiento Naval. Con sede en la población de Zverosovjós, junto a Kóla, ciudad satélite de Múrmansk. Flota del Norte.
• 137.º Punto de Exploración y Reconocimiento Naval. Con sede en Tuapsé, en el krái de Krasnodár. Flota del Mar Negro. Antaño era el 431.º.
• 561.º Punto de Exploración y Reconocimiento Naval. Con sede en la población de Párusnoe, cerca de Baltíisk, en el óblast de Kaliningrado. Flota del Báltico.
Número de efectivos:
Oficialmente, el número de efectivos de spetsnaz del GRU es desconocido. Según qué fuentes, el número variaría entre los 6000 y los 15000 efectivos.

## Cuartel general del GRU

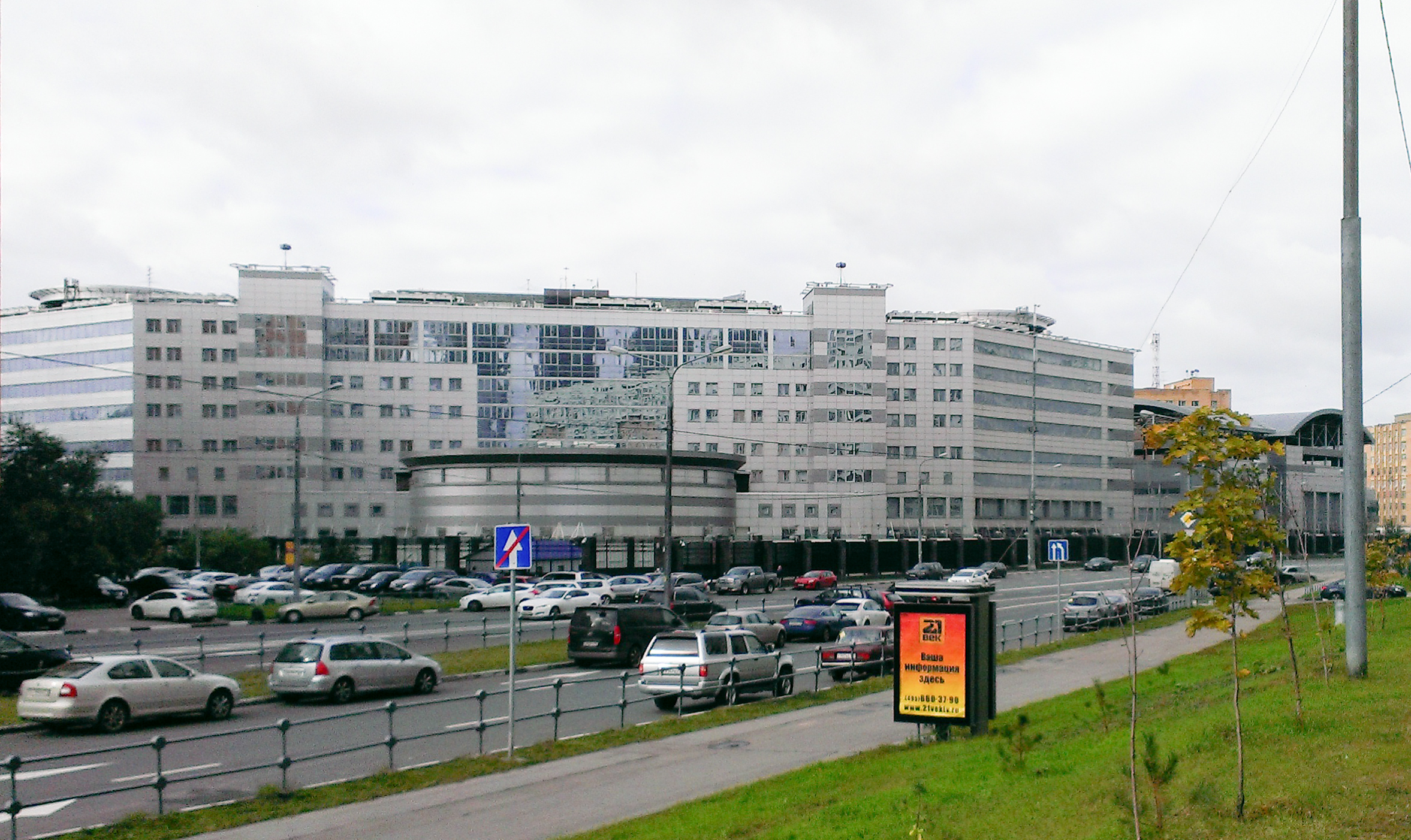
El complejo de edificios del GRU en la Grisodúbova, Moscú

El cuartel general del GRU se halla en la calle Grisodúbova, en el noroeste de la ciudad de Moscú. El complejo es enorme, de unas 7 hectáreas, con piscina, spa, saunas, pistas deportivas, e incluso un jardín-invernadero. Todos los ordenadores (y computadoras) de las dependencias son de fabricación rusa. Existen pantallas enormes donde se muestra, en tiempo real, la situación militar  del momento, así como la localización de los bombarderos estratégicos rusos y de sus submarinos balísticos. A sólo unos 100 metros de distancia se hallaba el antiguo cuartel general, popularizado por Suvórov en su novela “El Acuario”.
Otro de los centros más importantes del GRU está situado en la población de Vatútinki, próxima a Moscú. Allí se encuentra la "unidad militar" n.º 03113, el centro de telecomunicaciones y seguimiento de satélites principal del Gru (Приёмный радиоцентр №1 узла связи Генерального Штаба Вооруенных сил РФ).

## El GRU en la actualidad
Unidades de Spetsnaz del GRU participaron en la toma de Crimea en 2014.
Efectivos del GRU han tomado parte activa en la intervención de la Federación de Rusia en la guerra civil siria. En octubre de 2014, fuerzas del Ejército Libre Sirio supuestamente capturaron una base de escuchas militares aparentemente abandonada a toda prisa, en la que habrían operado conjuntamente las fuerzas sirias gubernamentales y los rusos, y en la que se habría encontrado un símbolo del Sexto Directorio Sexto del GRU (especializado en SIGINT).
Una docena de soldados pertenecientes a las unidades de Spetsnaz del GRU habrían fallecido en el conflicto bélico sirio.
Por otra parte, la compañía militar privada rusa Wagner habría tenido hasta 300 bajas en el conflicto sirio. Esta empresa mercenaria estaría dirigida por Dmítri Valérevich Utkin, antiguo comandante del Destacamento Especial 700 de la 2.ª Brigada de Spetsnaz del GRU.
En enero de 2016, Spiegel Online informó de que detrás de los ataques informáticos realizados al Bundestag en el año 2015 se hallaba el servicio de inteligencia militar ruso. En otros países de la OTAN se produjeron ataques similares. Los ataques habrían sido realizados por el grupo de ciberespionaje Fancybear (АРТ 28).
Según la agencia de noticias estadounidense Bloomberg, los servicios especiales rusos emplean tal grado de sofisticación en sus ataques informáticos que incluso la NSA es incapaz de interceptarlos. El nivel de dichos ataques es tan alto que solo son detectados cuando los propios atacantes así lo quieren.  Fancybear habría realizado ataques informáticos con el fin de averiguar las decisiones pactadas entre los EE.UU y sus aliados en relación con las sanciones a Rusia. El mismo grupo volvería a estar detrás de los ataques del año 2015 al Departamento de Estado de los EE.UU, a la Casa Blanca y a diversos bancos europeos. Es necesario observar que la agencia Bloomberg pertenece a Michael Bloomberg, el 9.º hombre más rico de los EE. UU., bastante crítico con la Rusia de Putin pero defensor de la China Comunista.
En enero de 2016, el periódico británico The Telegraph informaba de las sospechas de los servicios secretos estadounidenses sobre la financiación por los servicios secretos rusos de varios partidos políticos europeos, a fin de “fracturar la unidad política” de la Unión Europea, mediante el fomento de las discordias entre los miembros de la UE en relación con las sanciones contra Rusia, la creación de un ambiente desfavorable a la “solidaridad euroatlántica”, el bloqueo del despliegue del Escudo Antimisiles estadounidense en Europa y el aseguramiento del monopolio del gas ruso en Europa. Entre los partidos políticos europeos financiados por los rusos se encontrarían el partido húngaro Jobbik, el italiano Liga Norte, el griego Amanecer Dorado y el francés Frente Nacional (actualmente llamado Agrupación Nacional).
En noviembre de 2017, Polonia condenó a 7 años de prisión a Stanislav Shipovski, poseedor de la doble nacionalidad rusa y polaca. Según los servicios secretos polacos, Shipovski, jurista de profesión y agente del GRU en sus ratos libres, enviaría a los rusos información sobre proyectos energéticos.
En 2018, la fiscalía general de los EE.UU acusó formalmente a 12 miembros del GRU de realizar ciberataques al Comité Nacional Demócrata en el año 2016, a fin de influir en las elecciones presidenciales de dicho año.
En el mismo año de 2018, 7 miembros del GRU han sido acusados en los EE. UU. de infiltrarse con ciberataques en la Agencia Mundial Antidopaje y en el Tribunal de Arbitraje Deportivo, en relación con la acusación de dopaje generalizado a miembros de la Federación Rusa de Atletismo.
En septiembre de 2018, la fiscalía general  del Reino Unido acusó formalmente a los ciudadanos rusos Aleksandr Petrov y Ruslán Boshírov del intento de asesinato del exagente del GRU Serguéi Skripal y de su hija (así como de la posterior muerte de Dawn Sturgess y restantes consecuencias del agente nervioso Novichok). Según afirman varios medios de comunicación occidentales, así como los poderes de los EE.UU, Gran Bretaña y la Unión Europea, los dos ciudadanos rusos serían, en realidad, los agentes del GRU Anatoli Chepiga y Aleksandr Mishkin, respectivamente.

## Los "ilegales" del GRU
Los servicios secretos rusos poseen una larga tradición, como mínimo desde el nacimiento de la URSS, en el empleo de agentes de inteligencia “ilegales”.
El escritor de origen ruso-ucraniano Víktor Suvórov (seudónimo de Vladímir Rezún), antiguo agente del GRU en los años 70, describe en su libro “El Acuario” el uso de los agentes ilegales. Así, la dislocación principal de los agentes del GRU con destino permanente en el extranjero en la época soviética sería en las “residenturas” ilegales, es decir, en casas o pisos supuestamente ajenos a las embajadas de la URSS, y, por tanto, exentos de la cobertura diplomática.  
A estos ilegales habría que sumar los denominados, en inglés, como “sleepers” o agentes durmientes. Estos son miembros de los servicios secretos rusos o colaboradores de los mismos, los cuales adoptan una identidad falsa en el país objetivo, llevando una vida aparentemente normal, como la de cualquier otro ciudadano de dicho país, pero siendo, en realidad, agentes de inteligencia de los servicios rusos.
Los ilegales y los durmientes son los soldados  más característicos del “frente invisible”, (невидимый фронт), en la época de la URSS como en la actualidad.

## Galería de imágenes

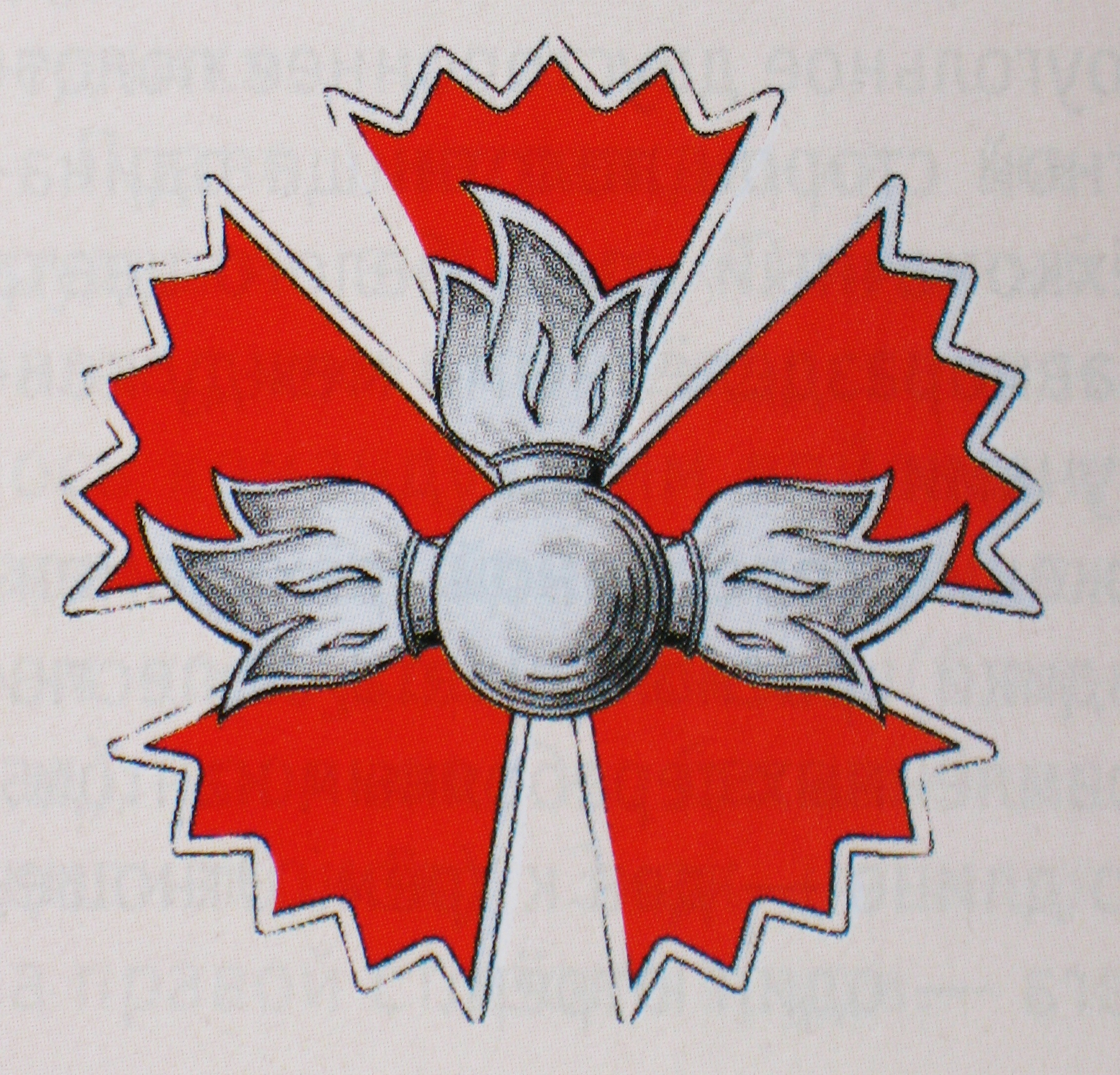
Emblema GRU (escalafón inferior)
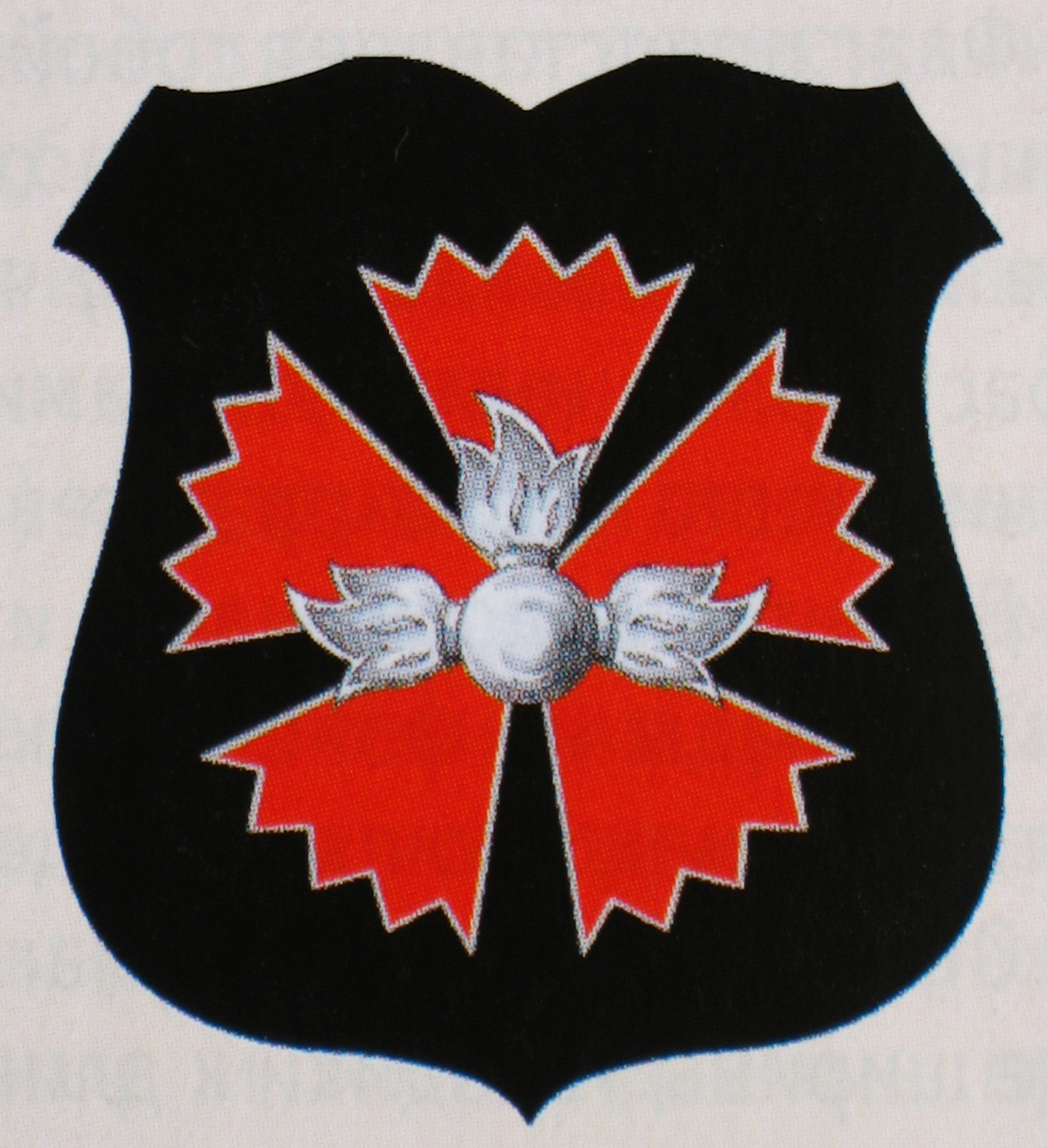
Emblema GRU (escalafón intermedio)
Emblema GRU (escalafón superior)
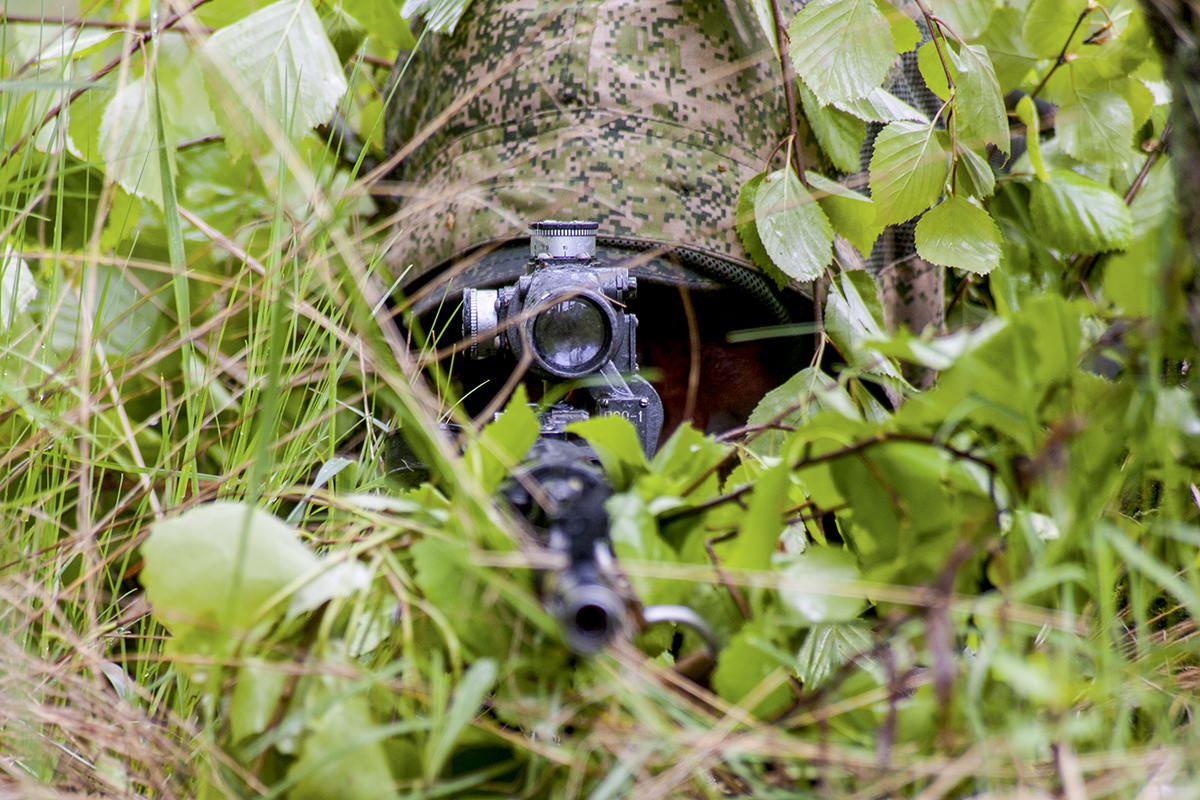
Maniobras 16ª Brigada Spetsnaz, Tambóv, 2017
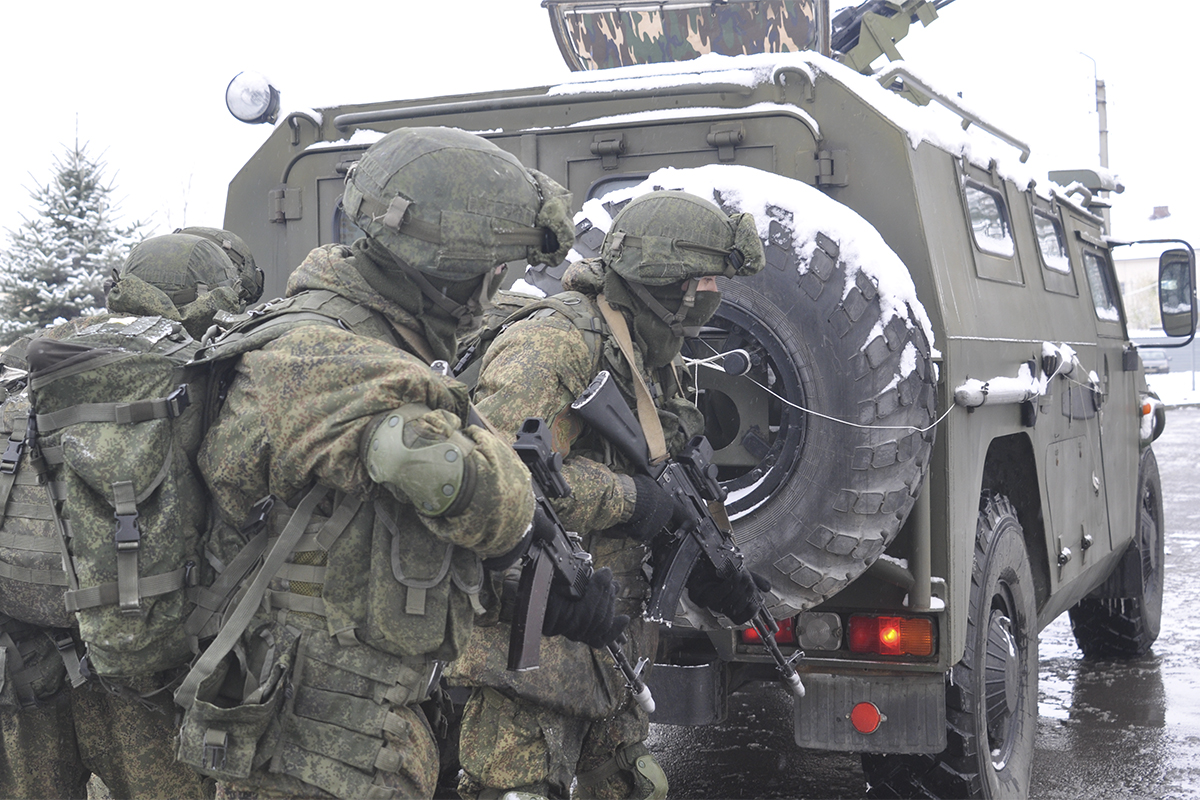
Maniobras antiterroristas 2017, 22ª Brigada Spetsnaz

## La cúpula del GRU
Director
Al mando del GRU se haya actualmente el vicealmirante Ígor Olégovich Kostiukov (el rango de vicealmirante de la flota de la Federación de Rusia equivale al rango de Teniente General en el Ejército de Tierra español). Kostiukov, nacido en 1961, se halla en la lista de los sancionados por los EE. UU. por las supuestas interferencias de los servicios secretos rusos en las elecciones estadounidenses de 2016, e igualmente en los sancionados por el PESC de la Unión Europea, como consecuencia de los casos Skripal y otros. Hay que reseñar que el gobierno estadounidense incluye también, en sus medidas sancionadoras, al Directorio Principal (el GRU) en su conjunto.
Primer Jefe Adjunto
Vladímir Stepánovich Alekséiev, desde el año 2011. Rango de Teniente General. Igualmente incluido en las anteriores listas de sanciones.
Jefes Adjuntos
Viacheslav Víktorovich Kondrashov, desde 2011. Teniente general.
Serguéi Aleksándrovich Guisunov, desde 2015. También en la lista de las sanciones de los EE. UU.
Ígor Víktorovich Lelin, desde 2014. Teniente general.
El rango de Jefe Adjunto también lo poseen el director de la Academia Militar del Ministerio de Defensa de la Federación de Rusia (Vladímir Borísovich Zarudnitski, desde 2017, coronel general) y el jefe de las Fuerzas de Operaciones Especiales de la Federación de Rusia (del 2015 al 2018 el teniente general Aleksandr Anatólievich Matóvnikov. El jefe actual es desconocido, al ser considerado el cargo como información secreta).